# Klaus Hoffer
Klaus Hoffer, né à Graz le 27 décembre 1942 , est un écrivain et traducteur autrichien.

## Publications

### Œuvres traduites en français
- Chez les Bieresch [«  Bei den Bieresch »], trad. de Barbara Fontaine, Albi, France, Éditions Passage du Nord-Ouest, 2010, 284 p.  (ISBN 978-2-91483-440-7)[1]

## Récompenses et distinctions
Klaus Hoffer obtient le prix Alfred Döblin en 1980.